# 雷納托·薩爾瓦托里
雷納托·薩爾瓦托里（義大利語：Renato Salvatori，1933年3月20日—1988年3月27日），意大利男演員。他是法國女演員安妮·姬拉鐸的丈夫。他們在1960年電影《Rocco and His Brothers》中相識，並於1962年1月6日結婚，二人婚後育有一女。
雷納托·薩爾瓦托里於1988年在羅馬死於肝硬化，享年55歲。

## 外部連結

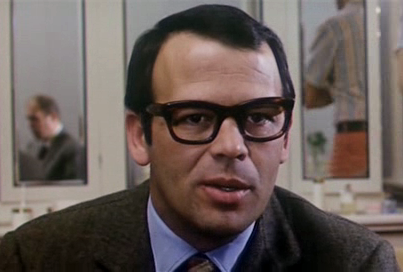
1967年電影《L'Harem》的劇照

- Renato Salvatori在互联网电影资料库（IMDb）上的資料（英文）